# Emsbüren
Emsbüren es un municipio situado en el distrito de Emsland, en el estado federado de Baja Sajonia (Alemania). Tiene una población estimada, a fines de 2020, de 10 300 habitantes.
Está ubicado a poca distancia al este de la frontera con Países Bajos y al norte de la frontera con el estado de Renania del Norte-Westfalia.